# Serguei Sinitsin
Serguei Sinitsin (en rus: Сергей Синицын) va ser un ciclista soviètic que competí de manera amateur. Va guanyar una medalla d'argent al Campionat del Món en contrarellotge per equips de 1973.

## Palmarès
- 1974
  - Vencedor de 2 etapes al GP de l'Humanité